# Созвездие (сериал)
«Созвездие» (англ. Constellation) — сериал в жанре психологического триллера, созданный Питером Харнессом. Главные роли исполнили Нуми Рапас и Джонатан Бэнкс. Премьера состоялась на стриминговой платформе Apple TV+ 21 февраля 2024 года. В мае 2024 года сериал был отменен после одного сезона.

## Сюжет
Женщина, вернувшаяся на Землю после космической катастрофы, произошедшей во время её миссии, обнаруживает, что фрагменты её жизни как бы пропали.
В основе фильма лежит принцип суперпозиции — существование двух одинаковых частиц одновременно, но в отличие от квантовой механики, действия происходят с реальными людьми.

## В ролях

### Главные роли
- Нуми Рапас — Джоанна «Джо» Эрикссон
- Джонатан Бэнкс — Генри Калдера / Бад Калдера
- Джеймс Д’Арси — Магнус Тейлор
- Дэвина Коулман и Рози Коулман — Элис Эрикссон-Тейлор
- Уильям Кэтлетт — Пол Ланкастер
- Барбара Зукова — Ирена Валентина Лысенко
- Джулиан Лооман — Фредерик Дюверже
- Генри Дэвид — Илья Андреев
- Сандра Телес — Язмина Сури
- Кэрол Вейерс — Одри Бростин

### Второстепенные роли
- Ленн Кудрявицки — Сергей Васильев
- Ребекка Скроггс — Фрида Ланкастер / Эрика Ланкастер
- Сэди Свит — Вэнди Ланкастер
- Джошуа Сприггс — Джеймс Уоллес
- Мишель Диркс — Джимми
- Клэр-Хоуп Эшити — агент Ленора Брайт
- Чипо Чанг — Микаэла Мойоне
- Шон Дингуолл — Ян Роджерс
- Элеанор Фанинка — Эрин Лафферти

## Эпизоды
| № общий | № в сезоне | Название                                                                                                | Режиссёр          | Автор сценария < | Дата премьеры   |
| ------- | ---------- | --- | ----------------- | ---------------- | --------------- |
| 1       | 1          | «Раненый ангел» «The Wounded Angel»                                                                     | Мишель Макларен   | Питер Харнесс    | 21 февраля 2024 |
| 2       | 2          | «Живи и дай умереть» «Live and Let Die»                                                                 | Мишель Макларен   | Питер Харнесс    | 21 февраля 2024 |
| 3       | 3          | «Где-то в космосе висит мое сердце» «Somewhere in Space Hangs My Heart»                                 | Оливер Хиршбигель | Питер Харнесс    | 21 февраля 2024 |
| 4       | 4          | «Левая рука Бога» «The Left Hand of God»                                                                | Оливер Хиршбигель | Питер Харнесс    | 28 февраля 2024 |
| 5       | 5          | «В восьми километрах звук четче всего» «Five Miles Out, the Sound Is Clearest»                          | Оливер Хиршбигель | Питер Харнесс    | 6 марта 2024    |
| 6       | 6          | «Пол мертв» «Paul Is Dead»                                                                              | Йосеф Сидар       | Питер Харнесс    | 13 марта 2024   |
| 7       | 7          | «В зазеркалье» «Through the Looking Glass»                                                              | Йосеф Сидар       | Питер Харнесс    | 20 марта 2024   |
| 8       | 8          | «Коль в целости себя не сохранить, так сберегу осколки» «These Fragments I Have Shored Against My Ruin» | Йосеф Сидар       | Питер Харнесс    | 27 марта 2024   |

## Производство
О начале работы над сериалом стало известно в апреле 2022 года, когда компания Apple TV+ заказала производство сериала, созданного Питером Харнессом. Главные роли получили Нуми Рапас и Джонатан Бэнкс, режиссёром стала — Мишель Макларен. В следующем месяце к актёрскому составу присоединился Джеймс Д’Арси, а режиссёрами ряда эпизодов сериала наряду с Макларен стали Оливер Хиршбигель и Джозеф Седар.
Сериал получил рекордный грант в размере 10 млн евро от Немецкого кинематографического фонда (GMPF), а также 1,5 млн евро в качестве стимула для производства от компании Business Finland. Сериал стал одним из самых дорогих сериалов, снятых в Европе.
Съёмки сериала начались в сентябре 2022 года в Берлине. Зимой 2023 года сериал также снимался в муниципалитете Инари в финской Лапландии.
В августе 2023 года финская газета Helsingin Sanomat сообщила, что производственные компании сериала не оплатили различные услуги, которыми пользовалась съёмочная группа в финской Лапландии зимой 2023 года. Сумма задолженности составляет в общей сложности более миллиона евро. В числе неоплаченных счетов оказались услуги по аренде недвижимости, кейтеринговые услуги, услуги кастинга и подрядчика по электромонтажу.

## Отзывы и оценки
На сайте Rotten Tomatoes фильм имеет рейтинг 73 % основанный на 41 отзыве.